# Idiodes mitigata
Idiodes mitigata là một loài bướm đêm trong họ Geometridae.